# Dornier Do 231
El Dornier Do 231 era un VTOL cantilevered hombro-aeronave de ala con barrió alas y un T-cola. 

## Desarrollo
La aeronave estuvo creada a raíz de una competición de diseño, conducido por el Ministerio Federal alemán de Economía, para crear un 100-persona VTOL en el temprano 1970s. Dornier Es la propuesta estuvo basada al más temprano Dornier Hacer 31. Aun así, la 1973 crisis de aceite impidió el avión de introducir producción como el combustible alto necesario para aterrizaje y despegue verticales no fue económicos.

## Especificaciones
- Longitud: 36.2 metros (119 pies)
- Giró: 26.2 metros (86 pies)
- Altura: 9.55 metros (31.3 pies)
- Alargamiento: 5.633 metros (18.48 pies)
- Motores de marcha: 2x Corros-Royce RB.220
- Motores de ascensor: 12x Corros-Royce RB.202
- Velocidad superior: 900 km/h (559,2 mph) km/h (560 mph)
- Gama normal: 800 km (497,1 mi) km (500 mph)
- Pasajeros máximos: 100
- Peso de Despegue Vertical Seguro máximo: 59,000 kilogramos (130,000 libras)